# Revengadores
Los Revengadores  es el nombre de diferentes equipos de ficción que aparecen en los cómics estadounidenses publicados por Marvel Comics.

## Historial de publicaciones
Los Revengadores es un equipo ficticio de supervillanos que se formaron para luchar contra A-Next en la serie A-Next de MC2. Fueron creados por Tom DeFalco y Ron Frenz.
Los Vengadores es también el nombre de una parodia cómic de Los Vengadores en la Tierra-665, el escenario del cómic de parodia de Marvel Not Brand Echh.
En septiembre de 2011, aparece una versión Tierra-616 de los Vengadores liderada por Hombre Maravilla. Fueron creados por Brian Michael Bendis.

## Historia del equipo ficticio

### MC2
Después de una trágica misión que se cobró la vida de varios Vengadores, incluidos Hank Pym y la Avispa, sus hijos estaban furiosos al ver a A-Next, un equipo de héroes al que la gente se refiere como la "próxima generación de Vengadores". Los hijos de Hank Pym y Avispa usaron la tecnología de sus padres para replicar sus poderes. La hija Hope Pym duplicó los poderes de su madre como la Reina Roja, mientras que su hermano Henry Pym Jr. copió los poderes de su padre como Big Man.
Reina Roja también ayudó a crear un villano enérgico llamado Ion Man, a quien envió para matar a Mainframe. Aunque falló (sin saberlo, ya que Mainframe fue reconstruido más tarde), pasó su prueba. Red Queen pronto agregó más villanos a su redil (la némesis de Spider-Girl, Killerwatt y el homicida medio hermano de Wild Thing, Sabreclaw). Esperó hasta que los miembros de los Vengadores estuvieron en su punto más vulnerable antes de enviar a su equipo, los Vengadores, para destruirlos. La propia Reina Roja quería torturar personalmente a Stinger, ya que sentía que Stinger deshonraba los recuerdos de sus padres, pero los miembros de reserva de A-Next derrotaron a los Revengadores y Big Man se entregó, deteniendo a su hermana enloquecida, ya que Big Man no quería ser un asesino.
Sin embargo, en Last Planet Standing, los Revengadores regresaron con la ayuda de Magneta para luchar contra A-Next nuevamente. La lucha se detuvo cuando Galactus vino a destruir la Tierra. A-Next se asoció con varios otros héroes mientras los Revengers se escapaban, menos Sabreclaw, que se quedó atrás para ayudar a luchar y luego se unió a A-Next para ayudar a completar su lista.

### Cancerverso
En la realidad de Cancerverso de la Tierra-10011, los Revengadores eran la versión de los Vengadores de esa realidad que fueron corrompidos por la versión de esa realidad del Capitán Marvel que los convirtió en sirvientes de los de Muchos Ángulos. Eran aliados de los Defensores del Reino y los X-Men. Todos los Vengadores fueron destruidos cuando Thanos llevó a la Muerte a esta realidad sin Muerte.

### Tierra-616
En 2011, aparece otra versión de los Vengadores en el universo Tierra-616. Formada por Hombre Maravilla (cuyo problema de fuga de energía iónica le ha hecho convencerse de que los Vengadores no están ayudando al mundo y que debe detenerlos), está formada por héroes menos conocidos a los que ha convencido para que le ayuden como este grupo antihéroe. Durante el ataque de los Vengadores a la Mansión de los Vengadores, donde lucharon contra los Nuevos Vengadores, Ms. Marvel intenta razonar con Hombre Maravilla, lo que no funciona. Este equipo logra derrotar a los Nuevos Vengadores y avanzan para atacar la Torre Stark. Hombre Maravilla hace que Atlas ataque la Torre Stark para llamar su atención al convocar una conferencia de prensa. Después de no poder razonar con Wonder Man, Iron Man lo atrapó en un contenedor de estasis. Cuando los Vengadores no quieren pelear con tantos civiles cerca, Thor teletransporta a los Vengadores a Citi Field y los tres equipos (los Vengadores principales, los Nuevos Vengadores y los Vengadores Secretos) se unen contra los Vengadores a la vez. Con los Vengadores encarcelados en la Balsa, cada miembro ha sido interrogado con el Capitán América, Thor y Iron Man viendo el video del interrogatorio. Bestia luego visita a Wonder Man en su contenedor de estasis. Wonder Man insiste en que está actuando por su propia voluntad y se mantiene firme en su afirmación de que los Vengadores deben disolverse antes de que más personas resulten heridas. También agrega algo nuevo: darse cuenta de que Bruja Escarlata lo creó y que probablemente ni siquiera sea real. Apelando a su amistad, Hombre Maravilla intenta extraer una promesa de Bestia de cerrar a los Vengadores cuando se da cuenta de que Hombre Maravilla tiene razón, pero una Bestia angustiada se aleja. Varios programas de noticias están hablando sobre la falta de transparencia y las tácticas de bloqueo de los Vengadores. Algunos especulan abiertamente que el tiempo de un equipo de héroes autoproclamado ha terminado. En su burbuja, Hombre Maravilla sonríe y se desvanece en una luz blanca.

#### Nuevos Revengadores
Como parte de All-New, All-Different Marvel, Maker de W.H.I.S.P.E.R. reúne una nueva encarnación de los Vengadores apodada los Nuevos Revengadores con planes para que se enfrenten a los Nuevos Vengadores. Consisten en Asti el que todo lo ve, Paibok, Vermin, White Tiger, y versiones alternativas de Angar el Gritón y Skar.
Durante la historia de Civil War II, los New Revengadores obtienen la forma O.M.N.I.T.R.O.C.U.S. de Ciudad como su último miembro. En el momento en que A.I.M. se enfrentaba a S.H.I.E.L.D., Maker se aprovechó de esto enviando a sus Nuevos Revengadores para atacarlos. Mientras O.M.N.I.T.R.O.C.U.S. mantenía a Sunspot atrapado en su oficina mientras su propio sistema de defensa lo atacaba, Angela del Toro luchó con su tía Ava Ayala mientras los otros miembros de Revengadores atacaban al resto de los Nuevos Vengadores y al personal de la Base Dos de los Vengadores. Con una variación de la armadura de rescate de Pepper Potts, Toni Ho logró matar al Skar alternativo. Además, Pájaro Burlón logró liberarse de las garras de O.M.N.I.T.R.O.C.U.S. con la ayuda de Warlock, mientras que Ava liberó a Angela de las influencias combinadas del Dios Tigre y La Mano. Los miembros restantes de los Nuevos Revengadores se enfrentaron a los Nuevos Vengadores y el resto del personal de A.I.M. Mientras que los miembros restantes de los Nuevos Revengadores fueron derrotados, Maker escapó.

## Lista

### Versión MC2
- Ion Man - un villano con poderes iónicos creado por Red Queen. Ion Man tiene el poder de volar y disparar ráfagas de energía destructiva.
- Killerwatt - enemigo de energía eléctrica de Spider-Girl, el perverso sentido del humor de Killerwatt se vuelve menos divertido por su tendencia a disparar rayos a las personas a las que les cuenta sus chistes.
- Magneta - fan obsesionada de Magneto que abandonó sus sueños de ser una heroína y usa sus propios poderes magnéticos para ayudar a la Reina Roja a luchar contra A-Next.
- Reina Roja - Hija de Henry Pym y Avispa, Hope Pym copió las explosiones eléctricas y las alas de insectos de su madre y se puso una versión siniestra del disfraz de Avispa de su madre. Ella es la líder del equipo y tiene un odio patológico hacia Stinger.

#### Antiguos Miembros
- Sabreclaw - Hudson Logan es el hijo de Wolverine y el medio hermano de Wild Thing. Su factor de curación y sus garras mortales se vuelven más aterradoras por su naturaleza sociópata. Más tarde se unió a A-Next.
- Big Man - Hermano de la Reina Roja, Henry Pym Jr. copió las crecientes habilidades de su padre. Big Man se unió al equipo para cuidar a su hermana.

### Versión UCM
- Valquiria
- Hulk
- Thor
- Loki
- Korg
- Miek
- Heimdall

### Versión Tierra-616
- Hombre Maravilla - Líder
- Anti-Venom - Anti-Venom se unió a los Vengadores porque pensó que Wonder Man podría tener razón sobre lo que dice sobre los Vengadores.
- Atlas - Atlas se unió a los Vengadores porque estaba enojado porque sus numerosas solicitudes para unirse a la Iniciativa Cincuenta Estados fueron denegadas.
- Capitán Ultra - el Capitán Ultra se unió a los Vengadores donde, a pesar de ser parte de la Iniciativa Cincuenta Estados, le molestaba que le faltaran el respeto a pesar de tener tanto poder como un Vengador.
- Century - Century se puso del lado de Hombre Maravilla por un sentido de honor hacia él y por el reconocimiento del ciclo de la vida en el que anteriormente se culpaba a sí mismo por la muerte anterior de Wonder Man y quería hacer las paces.
- Hombre Demolición - Hombre Demolición afirmó que el Gran Maestro lo llamó para reclamar las Gemas Infinitas de los Vengadores y que los Vengadores no han estado devolviendo sus llamadas, lo que lo llevó a ser reclutado por los Vengadores. Esto sucedió mientras sufría de daño cerebral.
- Devil-Slayer - Él se unió a los Revengadores para hacer una realidad donde los Vengadores eran responsables de sus acciones.
- Ethan Edwards - Él se unió a los Vengadores para vengar la derrota de los Skrulls al final de su Secret Invasion.
- Goliath V - Se unió a los Revengadores donde todavía culpa a Iron Man por la muerte de su tío Bill Foster a manos de Ragnarok.

### Nuevos Revengadores
- Maker - Líder
- White Tiger -
- Paibok -
- Asti the All-Seeing -
- Skar - esta versión se tomó de una realidad aún no identificada.
- Angar el Gritón - esta versión fue tomada de una realidad aún no identificada.
- Vermin -
- O.M.N.I.T.R.O.C.U.S -

## En otros medios
- Los Revengadores aparecen en el episodio de Avengers Assemble "Ant-Man Makes It Big" como los personajes principales de la película del universo Human Ant and the Revengers, que consta de Human Ant, Iron Guy, Colonel America, Bulk, Dark Spider y Viking King.[12]
- Los Revengadores es el nombre de un equipo que aparece en la película de Marvel Cinematic Universe Thor: Ragnarok (2017). El equipo es reunido por Thor por necesidad para escapar del dominio del Gran Maestro e incluye al propio Thor, Valquiria, Hulk y Loki con Korg y Miek como asociados.[13] Thor parece inventarse el nombre en el acto mientras intenta razonar que todos quieren venganza, aunque Banner afirma que está "indeciso", Thor sabiendo que no pueden usar el término apropiado de Vengadores como se toma ese nombre, con él y Banner como miembros fundadores. Después de llegar a Asgard y confrontar a Hela, quien los hace en poco tiempo, Thor bromea diciendo que probablemente deberían disolver a los Revengadores.